# Североевропейская баскетбольная лига
Североевропейская баскетбольная лига, или НЕБЛ (от англ. NEBL, North European Basketball League) — баскетбольная лига, созданная в 1998 г. по инициативе Шарунаса Марчюлёниса. Он задумал создать европейский аналог североамериканской НБА, успешный с коммерческой точки зрения. В 1999 г. был проведен Promotion Cup с участием восьми команд. Затем проводились регулярные первенства с участием до 31 команды с розыгрышем плей-офф. По мысли Марчюлёниса, Североевропейская баскетбольная лига должна была объединить прежде всего восточноевропейские команды.
Страны Скандинавии, Прибалтики, Россия, Украина составляют единый регион, единый рынок. Здесь тесно переплетены интересы многих фирм. Мы заинтересованы друг в друге, поэтому можем успешно сотрудничать. Иными словами, у клубов появляется реальная возможность зарабатывать деньги на баскетболе. А это значит, что молодые игроки не будут уезжать за границу.
В розыгрыше турнира лиги принимали участие команды из многих стран Европы, а также из Турции и Израиля. При этом особое место в турнире занимали команды из родной для Марчюлёниса Литвы: в первом розыгрыше из восьми участников Литву представляли три команды; столько же команд было и в последующих турнирах; литовские клубы участвовали во всех пяти финалах, победив в двух из них. Три других победителя — российские клубы ЦСКА (Москва), Урал-Грейт (Пермь) и УНИКС (Казань).
Два сильнейших клуба региона быстро охладели к новому турниру — в 2001 г. ЦСКА выставил на финал четырёх молодежь из фарм-клуба, а Жальгирис отказался от участия в розыгрыше 2001/2002 г. Североевропейская лига так и не смогла обрести статус престижного турнира. С учётом очередной реформы еврокубков, проводившейся ФИБА в 2002 г., было решено прекратить розыгрыш. В 2002/2003 г. самостоятельный турнир не проводился, а чемпионом Североевропейской лиги был объявлен победитель северной конференции Кубка чемпионов ФИБА сезона-2002/03. Североевропейская баскетбольная лига послужила моделью для Адриатической лиги (с 2001 г.) и Балтийской лиги (с 2004 г.), которую отчасти можно считать её наследницей.

## Финалы
| Сезон   | Победитель              | Счёт  | Финалист                | Число команд | Число стран |
| 1998/99 | Жальгирис (Каунас)      | 83:81 | Броцены (Рига)          | 8            | 5           |
| 1999/00 | ЦСКА (Москва)           | 95:77 | Летувос Ритас (Вильнюс) | 14           | 9           |
| 2000/01 | Урал-Грейт (Пермь)      | 88:81 | Жальгирис (Каунас)      | 16           | 12          |
| 2001/02 | Летувос Ритас (Вильнюс) | 79:74 | Урал-Грейт (Пермь)      | 31           | 19          |
| 2002/03 | УНИКС (Казань)          | 93:90 | Летувос Ритас (Вильнюс) | 4            | 3           |